# Parcul Vulcanic Național din Hawaii

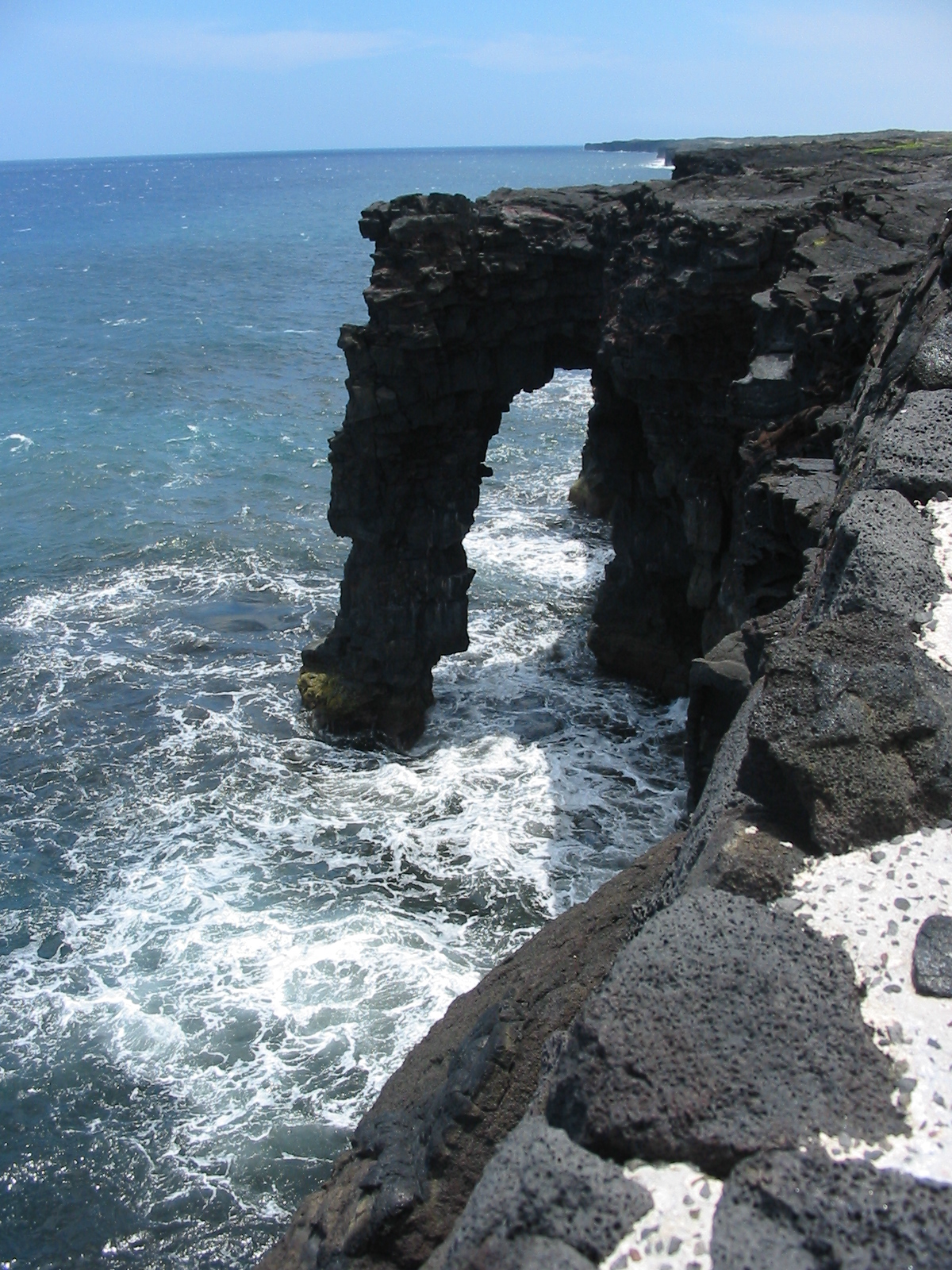
Eroziune vulcanicǎ cauzatǎ de lava care s-a deversat în ocean

Parcul Vulcanic Național din Hawai înființat în 1916, este un parc național din SUA localizat in insula Hawai'i. Este rezultatul a sute de mii de ani de vulcanism, migrație si evoluție - procese ce au luat o mică parte de mare și au acoperit-o cu ecosisteme unice și complexe, cu o cultura distinctă. Parcul cuprinde diverse ecosisteme ce variază de la nivelul mării pînă în cel mai mare punct de uscat, vîrful vulcanului Mauna Loa(4.170m).Kilauea, unul dintre cei mai activi vulcani ai lumii, oferă savanților date importante despre nașterea insulelor hawaiene, și vizitatorilor priveliști vulcanice dramatice. Parcul se întinde pe o suprafața de 1348km2.
Peste jumatate din parc este salbatic si pune la dispozitia vizitatorilor plimbari neobisnuite si posibilitati de camping. In recunoasterea valorilor naturale remarcabile Parcul National al vulcanilor din Hawaii a fost desemnat rezervatie internationala a biosferei in 1980 si un loc de mostenire mondiala in 1987.
Activitatea vulcanica generata in Parcul National al vulcanilor din Hawaii a ajutat la crearea orasului Kalapana(acum acoperit de lava de la eruptiile recente), si alte plaje cu nisip negru.
In limitele parcului se afla Tubul de Lava Thurston, un tub de lava de aproximativ 540 de ani cu o scurta poteca ce il strabate, Observatorul Vulcanilor, si museul Jaggar.
Exista o fasie nedezvoltata a tunelului de lava care se intinde pe inca 330m peste zona formata ce se termina in dealuri.Desi este ingradita pentru a tine la distanta vizitatorii nedoriti, fasia usor de traversat este deschisa publicului, accesul facandu-se printr-o usa din gard. Vizitatorii, pe fasia neformata ar trebui sa aiba grija la coborarea pe podeaua tubului din cauza terenului accidentat. Odata trecut de intrare, restul terenului este plan.

## Istorie
Kilauea si craterul sau Halema'uma'u au fost initial considerate casa sacra a lui Pele de aceea poporul hawaian vizita craterul pentru a oferi daruri zeitatii. Primi vizitatori veniti din vest in acest loc, misionarii englezi au ajuns in Kilauea in 1823. Ellis a scris despre reactia sa la prima vedere a vulcanului care erupea: "Un spectacol sublim si chiar terifiant se prezenta in fata ochilor nostri. Ne-am oprit si am tremurat.Uimirea si teama ne-a făcut pentru cateva momente sa ramanem muti,si,ca niste statui,am ramas ficsi cu ochii tintuiti in abisul de dedesubt".
Lorrin A. Thurston, nepotul respectatului american a fost unul dintre cei care au stat la baza infiintarii parcului in 1916.

## Evenimente anterioare

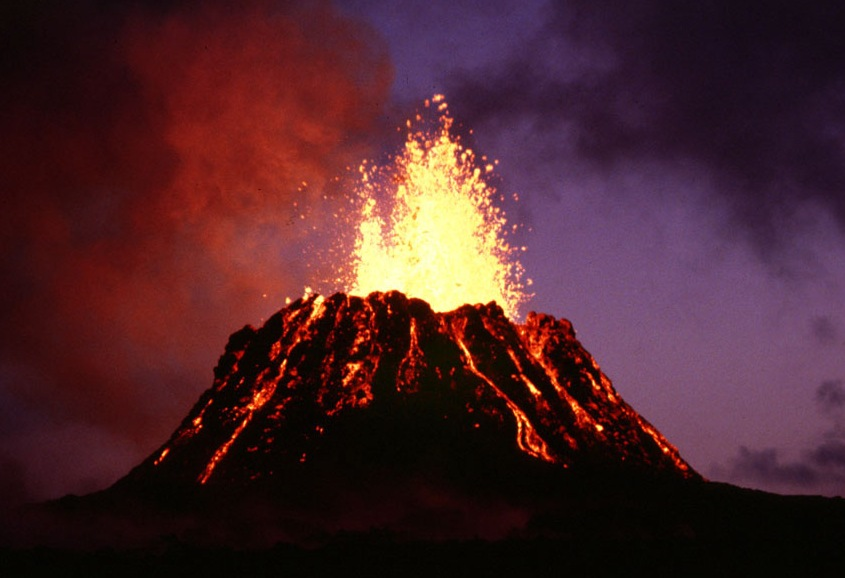
Erupția vulcanului Puʻu ʻŌʻō din 1983

Pe 19 martie 2008, a existat o mica explozie în craterul Halema'uma'u, primul eveniment exploziv din anul 1924 si prima eruptie din Kilauea Caldera incepând din septembrie 1982. Resturi de la explozie a fost imprastiate pe o suprafata de 74 de acri. 
O cantitate mica de cenusa a fost de asemenea raportata intr-o comunitate din apropiere. Explozia a acoperit o parte din Crater Rim Drive si a deteriorat privelistea asupra Halema'uma'u. Explozia nu a eliberat lava, fapt ce sugereaza cercetatorilor ca a fost 
declansata de surse hidrotermale sau gaze.
Evenimentul exploziei a urmat deschiderii unui mare orificiu pentru dioxidul de sulf, nivelul dioxidul de carbon crescand astfel considerabil nivelul emis 
de craterul Halema'uma'u.
Cresterea mare in concentratia de dioxid de sulf a dus la inchiderea craterului Rim Drive intre tabara militara Kilauea la sud/sudest de drumul Chain of Craters, Craterul Rim Trail de la tabara militara Kilauea (sud/sud-est) pana la drumul Chain of Craters, si toate drumurile care duceau la craterul Halema‘uma‘uinclusiv acelea din Byron Ledge, poteca Iliahi si poteca Ka'u Desert.